# Borkhausenia
Borkhausenia är ett släkte av fjärilar som beskrevs av Jacob Hübner 1825. Borkhausenia ingår i familjen praktmalar, Oecophoridae.

## Dottertaxa tillBorkhausenia, i alfabetisk ordning[1][2]
- Borkhausenia aciculata Meyrick, 1928
- Borkhausenia amnopis Meyrick, 1910
- Borkhausenia angularis Philpott
- Borkhausenia aurivitella Zerny, 1935
- Borkhausenia bedeella Lucas, 1950
- Borkhausenia bellatula Philpott, 1929
- Borkhausenia bryotrophoides (Zeller, 1877)
- Borkhausenia cinnamomea (Zeller, 1839)
- Borkhausenia clevelandi Busck, 1914
- Borkhausenia commixta Meyrick, 1928
- Borkhausenia confarreatella (Zeller, 1877)
- Borkhausenia conia Walsingham, 1907
- Borkhausenia crimnodes Meyrick, 1912
- Borkhausenia diveni Heinrich, 1921
- Borkhausenia einsleri Amsel, 1935
- Borkhausenia episcia (Walsingham, 1907)
- Borkhausenia falklandensis Bradley, 1965
- Borkhausenia fasciata (Walsingham, 1907)
- Borkhausenia fuscescens Haworth, 1829, Gråhövdad skräpmal
- Borkhausenia gelechiella (Wocke, 1889)
- Borkhausenia indistinctella (Rebel, 1902)
- Borkhausenia intumescens Meyrick, 1921
- Borkhausenia irroratella (Staudinger, 1880)
- Borkhausenia italica (Baldizzone, 1977)
- Borkhausenia latens Philpott, 1928
- Borkhausenia leucoritis Meyrick, 1927
- Borkhausenia longa Meyrick, 1927
- Borkhausenia longipalpis Meyrick, 1931
- Borkhausenia luridicomella (Herrich-Schäffer, 1855), Gulhövdad skräpmal
- Borkhausenia minnetta (Butler, 1883)
- Borkhausenia minutella (Linnaeus, 1758), Snedbandad skräpmal
- Borkhausenia morella Hudson, 1939
- Borkhausenia nefrax Hodges, 1974
- Borkhausenia ochricolor (Erschoff, 1877)
- Borkhausenia orites (Walsingham, 1907)
- Borkhausenia porophora Meyrick, 1929
- Borkhausenia practicodes Meyrick, 1918
- Borkhausenia praesul Meyrick, 1931
- Borkhausenia predotai Hartig, 1936
- Borkhausenia sakaiella Matsumura, 1931
- Borkhausenia scotinella Rebel, 1916
- Borkhausenia sensilis Meyrick, 1928
- Borkhausenia sordida (Staudinger, 1880)
- Borkhausenia sphacelina Keifer, 1935
- Borkhausenia splendidella Amsel, 1935
- Borkhausenia subarctica Strand, 1919
- Borkhausenia syrmeutis Meyrick, 1931
- Borkhausenia tinctella Hübner, 1796
- Borkhausenia trigutta (Christoph, 1888)
- Borkhausenia tulophylla Turner, 1933
- Borkhausenia tyropis Meyrick, 1935
- Borkhausenia unitella Hübner, 1801

## Bildgalleri

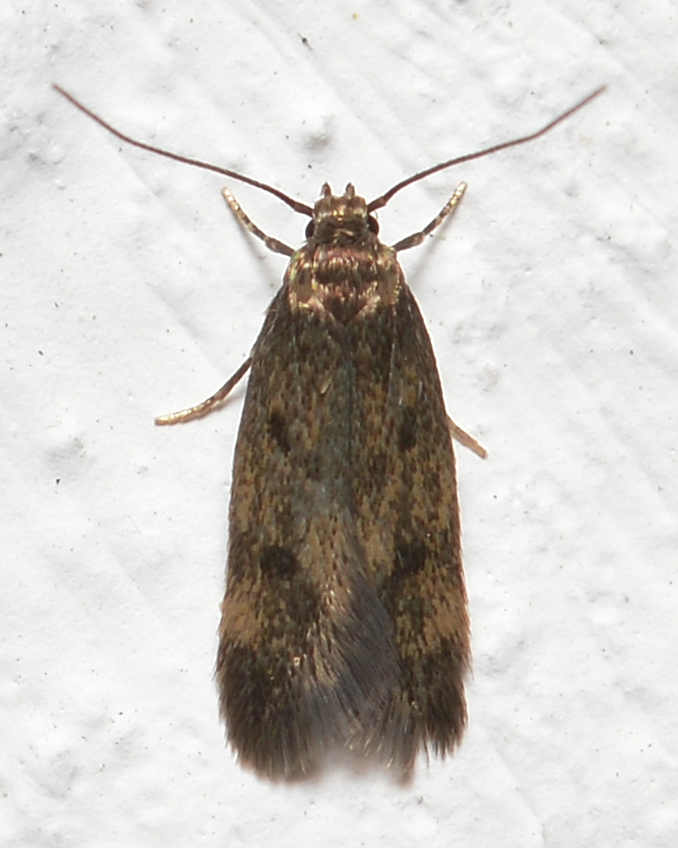
Gråhövdad skräpmal, Borkhausenia fuscescens
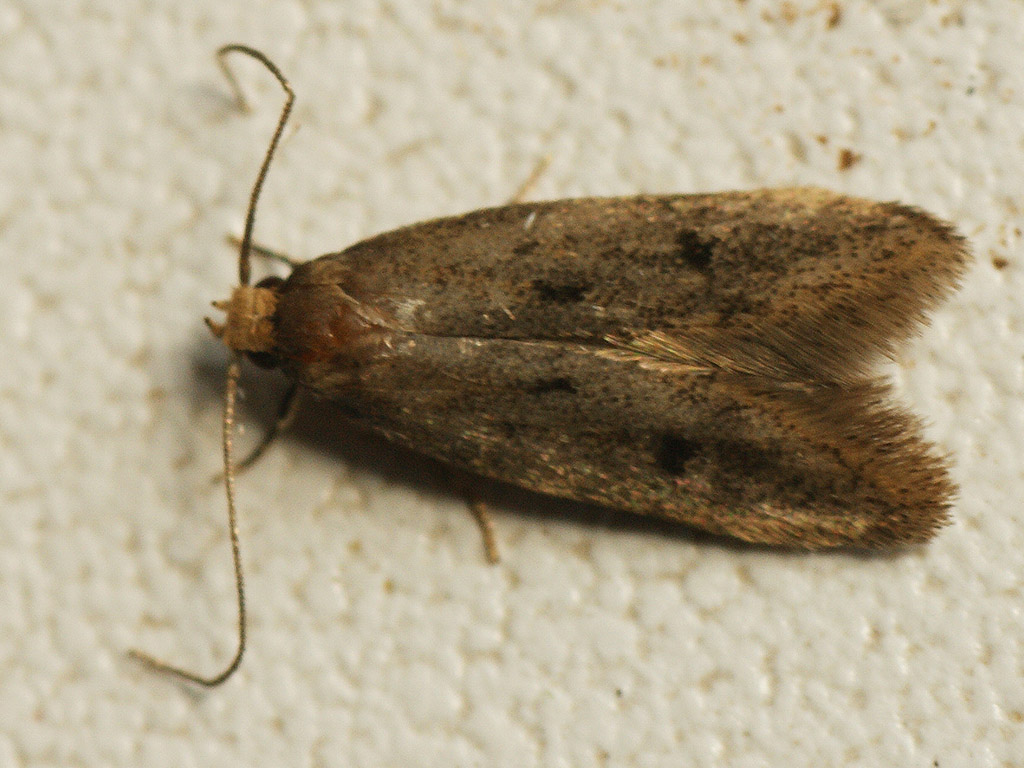
Gulhövdad skräpmal, Borkhausenia luridicomella
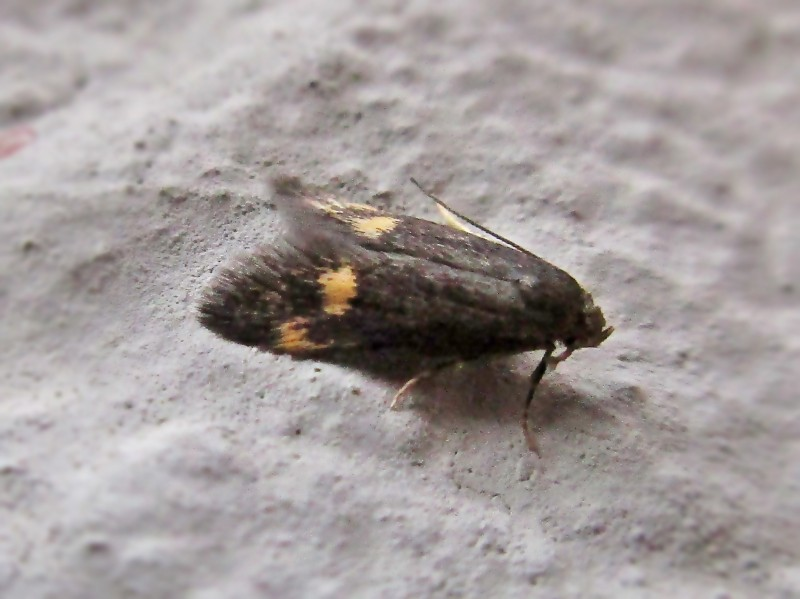
Snedbandad skräpmal, Borkhausenia minutella
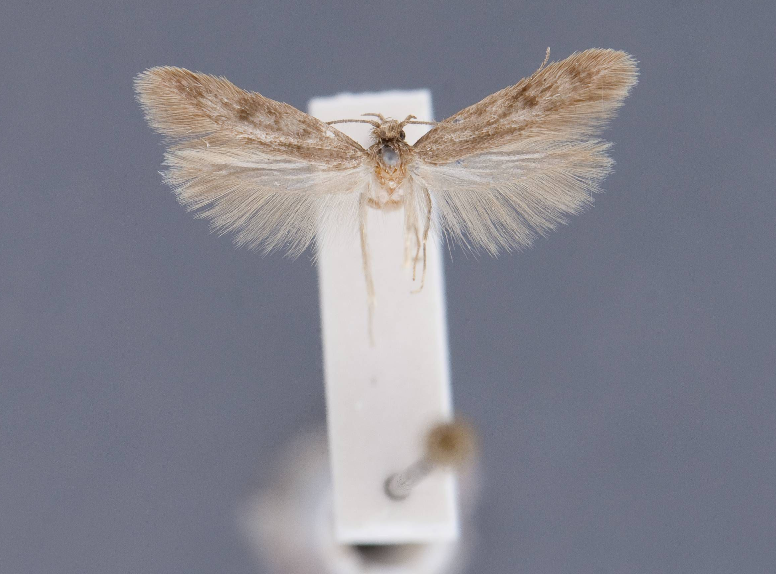
Borkhausenia nefrax